# دانيال باربرا
دانيال باربرا (بالفرنسية: Daniel Barbara)‏ (12 أكتوبر 1974 بفرنسا - ) هو لاعب كرة قدم فرنسي في مركز الهجوم. لعب مع نادي تور وLusitânia F.C. ‏ ودارلينجتون إف سى.

## وصلات خارجية
- دانيال باربرا على موقع قاعدة بيانات كرة القدم.إي يو (الإنجليزية)
- دانيال باربرا على موقع Soccerbase.com (لاعب) (الإنجليزية)